# Volume 2: Status: Ships Commander Butchered
Volume 2: Status: Ships Commander Butchered is de tweede Desert Sessions-mini-lp. Het kwam uit in 1997 en is opgenomen in de studio Rancho de la Luna.

## Tracklist en sessiemuzikanten

### Kant A
A:1. " Johnny the Boy" - 4:30
- (prototype) Drum: Alfredo Hernández
- Drum: Brant Bjork
- Basgitaar: Ben Shepherd
- Gitaar: John (The Evil) McBain
- Gitaar en Zang: Josh Homme

A:2. "Screamin' Eagle" - 3:37
- Gitaar, Basgitaar, Keyboard: Josh Homme A.K.A. Carlo
- Gitaar: John (Paul) McBain
- Basgitaar: Ben Shepherd
- Drum: Brant Bjork
- Aaah: Pete Stahl

### Kant B
B:1. "Cake (Who Shit on the ?)" - 9:04
- Drum: Alfredo Hernández
- Basgitaar: Brant Bjork
- Gitaar: Ben Shepherd
- Gitaar: Josh A.K.A. Carlo
- Keyboard: John (The Evil) McBain
- Zang: Pete Stahl
- Percussie: F.Drake, A.Hernandez, Carlo, D.Catching. B.Bjork

## Sessiemuzikanten
- Josh Homme: zang, gitaar, keyboard, basgitaar en percussie
- John McBain: gitaar, keyboard
- Fred Drake: gitaar, keyboard, drum en percussie
- Dave Catching: gitaar, basgitaar, synthesizer en percussie
- Ben Shepherd: Bass, Guitar
- Brant Bjork: drum, percussie
- Alfredo Hernández: drum, percussie
- Pete Stahl: zang